# Rzepczyno
Rzepczyno (niem. Repzin) – wieś w Polsce położona w województwie zachodniopomorskim, w powiecie świdwińskim, w gminie Brzeżno. 

We wsi znajduje się odbudowany z niemal zupełnej ruiny neogotycki pałac z wieżą zwieńczoną blankami. Do niedawna właścicielem obiektu było stowarzyszenie Towarzystwo Pracy Twórczej które działa od roku 1994. Celem stowarzyszenia jest prowadzenie (nieodpłatne) Policealnego Studium Plastycznego Rzemiosł Artystycznych oraz pomoc rodzinom w trudnej sytuacji życiowej. W odbudowanym pałacu mieszczą się pracownie, biblioteka, kaplica oraz bursa dla uczącej się tu młodzieży, wychowywanej obecnie przez właścicieli obiektu Salezjanów Księdza Bosko. Obok pałacu znajduje się zabytkowy kościółek oraz drewniana dzwonnica, w której znajduje się dzwon z 1574 wykonany przez stargardzkiego ludwisarza Joachima Karstede. Przy kościele zobaczyć można pamiątkowy obelisk poświęcony pamięci poległym w I wojnie światowej, mieszkańcom tych ziem.